# Angel Has Fallen
Angel Has Fallen er en amerikansk dramafilm fra 2019. Den blev instrueret af Ric Roman Waugh.  Det er den tredje i Fallen-filmserien efter Olympus Has Fallen (2013) og London Has Fallen (2016).

## Medvirkende
- Gerard Butler som Mike Banning
- Morgan Freeman som President Allan Trumbull
- Danny Huston som Wade Jennings
- Michael Landes som Sam Wilcox
- Tim Blake Nelson som Vice President Kirby
- Nick Nolte som Clay Banning